# Wilson Bentley

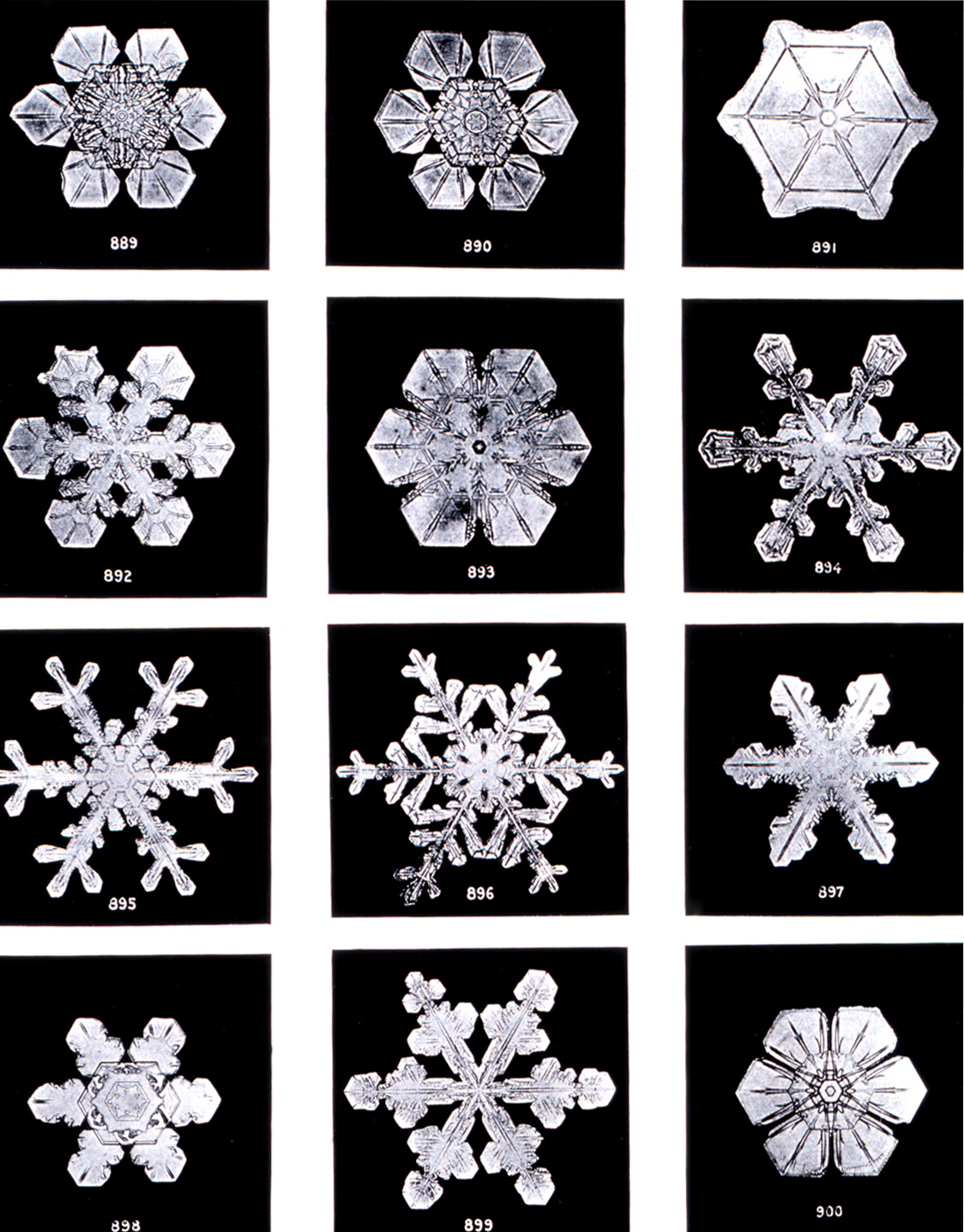
Płatki śniegu – zdjęcia Bentleya, ok. 1902 roku

Wilson Alwyn "Snowflake" Bentley (ur. 9 lutego 1865 w Jericho w stanie Vermont w USA, zm. 23 grudnia 1931) – amerykański fotograf, autor pierwszych znanych zdjęć płatków śniegu.

## Życiorys
Był synem nauczycielki. Kiedy miał 12 lat, otrzymał od matki mikroskop, który wykorzystał do obserwowania płatków śniegu, które następnie próbował narysować. Kiedy miał 15 lat otrzymał od rodziców sprzęt fotograficzny, dzięki któremu mógł wykonać zdjęcia płatków. 15 stycznia 1885 roku został pierwszą znaną osobą, która sfotografowała pojedynczy płatek śniegu. 
Bentley nigdy się nie ożenił i spędził całe życie na rodzinnej farmie, wykonując swoją pracę samotnie i w izolacji. W 1898, zachęcony przez miejscowego profesora, zaczął publikować swoje artykuły w prasie popularnonaukowej. W 1924 roku otrzymał grant od Amerykańskiego Towarzystwa Meteorologicznego. W 1931 roku wydał 2500 swoich prac w publikacji "Snow Crystals". Inicjatywa stworzenia tej monografii wyszła od meteorologa Williama J. Humphreysa, który też zebrał fundusze na jej wydanie. Sam Bentley nie zarabiał na swoich pracach, uważając, że rejestrują one po prostu piękno stworzone przez Boga. 
Bentley zmarł w 1931 roku na zapalenie płuc, być może spowodowane przez pracę na zewnątrz - płatki śniegu musiały być fotografowane na zimnie, aby nie uległy stopieniu.